# Файк Емір Ібрагімович
Емір Ібрагімович (Абрамович) Файк (9 [22] травня 1909, Бахчисарай, Таврійська губернія — 23 березня 1993, Алма-Ата) — радянський кінорежисер. Член Спілки кінематографістів Казахської РСР. Заслужений діяч Казахської РСР (1959).

## Біографія
Народився 26 квітня (9 травня) 1909 року в Бахчисараї. Кримський татарин.
У 1935 році закінчив ВДІК (педагог Л. В. Кулешов). У кіно із 1932 року. З 1938 - режисер Ташкентської студії кінохроніки, потім режисер Куйбишевської студії кінохроніки. Член ВКП(б) з 1942 року. У роки Великої Вітчизняної війни замполіт артдивізіону, у 1944—1946 роках у фронтовій кіногрупі. З 1946 року — режисер «Казахфільму».
Помер 23 березня 1993 року в Алма-Аті.

## Фільмографія
Документальні фільми
- 1938 - Текстильники; Маневри
- 1947 - Темір-тау; Наш рапорт
- 1949 - Зірки шахтарської слави; Мічурінці Казахстану
- 1950 - Молоді джигіти
- 1953 - На крижаній доріжці; Місто в степу
- 1954 - ГЕС на Іртиші; Змагання гірськолижників; На цілинних землях Казахстану
- 1959 - Цього забувати не можна
- 1960 - Помилка Максима Карловича
- 1967 - Співає Бібігуль
- 1975 - Повернення Кененбая
- 1977 - Слово про Мухтара Ауезова

Художні фільми
- 1956 — Крилатий подарунок (спільно з А. Слобідником)
- 1959 — Одного разу вночі (разом з А. І. Гінцбургом)
- 1962 — Хлопчик мій
- 1964 — Запитай своє серце

## Нагороди та звання
- заслужений діяч мистецтв Казахської РСР (1959)
- орден Вітчизняної війни І ступеня (6.4.1985)
- орден Вітчизняної війни II ступеня (18.1.1944)
- два ордени Червоної Зірки (28.12.1942, був представлений до ордена Леніна; 18.5.1943, був представлений до ордена Червоного Прапора)